# روبرتو کودروماز
روبرتو کودروماز (انگلیسی: Roberto Codromaz؛ زادهٔ ۱۴ اکتبر ۱۹۹۵) بازیکن فوتبال اهل ایتالیا است.